# Philippe Riopel
Philippe Riopel (Terrebonne, 29 augustus 1988) is een Canadees langebaanschaatser.

## Persoonlijk records
| Afstand      | Tijd     | Datum           | Baan    |
| ------------ | -------- | --------------- | ------- |
| 500 meter    | 35,34    | 12 maart 2008   | Calgary |
| 1000 meter   | 1.08,27  | 8 februari 2009 | Calgary |
| 1500 meter   | 1.46,34  | 22 oktober 2010 | Calgary |
| 3000 meter   | 3.46,34  | 12 maart 2008   | Calgary |
| 5000 meter   | 6.35,77  | 14 maart 2008   | Calgary |
| 10.000 meter | 14.05,12 | 13 januari 2008 | Calgary |

## Resultaten
| Jaar | CK N-Amerika   | WK Afstanden | Wereldbeker         | WK junioren                       |
| ---- | -------------- | ------------ | ------------------- | --------------------------------- |
| 2006 |                |              |                     | NC25 (8, 32, 31, -)               |
| 2007 |                |              |                     | 4 (2, 9, 4, 9) 4e achtervolging   |
| 2008 | 5 (2, 8, 6, 8) |              | 48e 1000m           | 7 (1, 8, 11, 15) 5e achtervolging |
| 2009 |                |              | 30e 1000m           |                                   |
| 2010 |                |              |                     |                                   |
| 2011 |                | 10e 1000m    | 18e 1000m 26e 1500m |                                   |
| 2012 |                |              |                     |                                   |

- = geen deelname
NC# = niet gekwalificeerd voor de laatste afstand, maar wel als # geklasseerd in de eindrangschikking
(#, #, #, #) = afstandspositie op sprinttoernooi (500m, 1000m, 500m, 1000m) of op juniorentoernooi (500m, 3000m, 1500m, 5000m).